# Бутринти (озеро)
Бутринти (алб. Liqeni i Butrintit) — озеро на юге Албании возле города Саранда.
На самом деле озеро является лагуной Ионического моря, с которым его связывает трёхкилометровый канал Вивари. Рядом с озером находился древний город Бутротум (сейчас это государственный археологический музей-заповедник Бутринти), который имеет следы древних греков и римлян, что делает его одним из самых популярных туристических центров в Албании.
Озеро Бутринти — единственное озеро на Балканах с солёной водой. Однако в связи с тем, что вода в канале каждые 12 часов самопроизвольно меняет направление течения, вода в озере наполовину пресная, наполовину солёная. Это необычное свойство озера издавна давало возможность местным жителям заниматься здесь рыболовством и выращиванием мидий. Во времена правления Энвера Ходжи на озере был открыт кооператив по выращиванию мидий. Имущество предприятия состояло только из столбов и корзин, опущенных в воду на верёвках, поэтому оставалось только вовремя приплыть и собрать урожай.
В этом качестве озеро используется и сейчас, играя важную роль в экономике страны. В расположенном поблизости от озера городе Саранда ежегодно в середине мая празднуют День мидий. В этот день все желающие могут продегустировать различные блюда из этого продукта.
В настоящее время пресно-солёное озеро Бутринти является частью Национального парка Бутринти (алб. Parku Kombëtar i Butrintit), созданного в ноябре 2000 года, а также входит в перечня Рамсарских водно-болотных угодий международного значения.